# هربرت فريمان
هربرت فريمان (بالإنجليزية: Herbert Freeman)‏ هو عالم حاسوب ومهندس أمريكي، ولد في 13 ديسمبر 1925.